# Valentina De Costanzo
Valentina De Costanzo (Bergamo, 25 agosto 1989) è una schermitrice italiana, specializzata nel fioretto.

## Palmarès

### Risultati élite
In carriera ha ottenuto i seguenti risultati:
Giochi mondiali militari
Individuale
A squadre
- Argento nel fioretto a Wuhan 2019

Giochi del Mediterraneo
Individuale
- Argento nel fioretto a Tarragona 2018[1]

Universiadi
Individuale
A squadre
- Argento nel fioretto a Kazan' 2013

Campionati italiani
Individuale
- Bronzo nel fioretto a Milano 2018

A squadre
- Oro nel fioretto a Gorizia 2017
- Bronzo nel fioretto a Milano 2018
- Bronzo nel fioretto a Palermo 2019
- Bronzo nel fioretto a La Spezia 2023

### Risultati giovani
Mondiali giovani
Individuale
A squadre
- Oro nel fioretto a Taebaek 2006
- Argento nel fioretto a Acireale 2008
- Argento nel fioretto a Belfast 2009

Mondiali cadetti
Individuale
- Bronzo nel fioretto a Linz 2005

Europei under-23
Individuale
- Argento nel fioretto a Danzica 2010

A squadre
Europei giovani
Individuale
- Bronzo nel fioretto ad Amsterdam 2008

A squadre
- Argento nel fioretto a Poznań 2006
- Argento nel fioretto a Praga 2007
- Bronzo nel fioretto ad Amsterdam 2008

Campionati italiani di scherma Under-23
Individuale
- Bronzo nel fioretto nel 2012

A squadre